# 誤爆
誤爆（ごばく）とは、爆撃機から爆弾やミサイルを投下する時に、目標から外れるあるいは目標とは別の地点を目標と勘違いするなどの原因により、本来攻撃するべき物ではない、攻撃をしてはいけない病院や赤十字社施設などの民間施設や、友軍などを誤って爆撃してしまうことを言う。
なお、本項では本来の意味で使用されている上記の件の他にも、インターネットスラングにおける誤爆についても併せて記述する。

## 概説
爆撃に伴う誤爆は不可避であり、航空攻撃の歴史においては、いかに誤爆を減らすかという観点から様々な技術が発達してきた。目標を正確に把握するという観点からは、砲撃の前進観測と同様に目標に対する事前の偵察が重視されるようになり、航空偵察や偵察写真の分析などが行われるようになった。また、目標を外さないという観点からは、照準器や誘導装置が開発され利用されるようになった。特に後者においては科学技術の発達に伴って照準・誘導装置が次第に高度な物へと進化していった。

### 照準・誘導装置の進化
第一次世界大戦における初期の航空爆撃は小型の爆弾を人間が手で投げつけて行われたが、この方法は目標への命中は難しく、兵員や目標の破壊を期待し難い物であった。やがて航空機に照準装置が取りつけられてある程度の爆撃精度の向上を見るが、それらの多くは目標と自機の位置関係を把握する物に留まり投弾のタイミングは依然として人間が勘に頼って行っていた。すなわち爆撃コースへの進入は機械的に把握できても、いつ投弾すべきかという判断は人間が行うため、ある程度以上の精度の向上は困難であった。
第二次世界大戦では、欧州戦線におけるイギリス空軍のドイツ本土爆撃作戦やアメリカ陸軍航空隊による初期の日本本土爆撃作戦では高高度精密爆撃と呼ばれる手法が採用されていたが、これは多数の爆撃機が個々の目標へ向けて一斉に投弾するというものであった。いかに精密に照準しようとも投弾後の気象条件や各爆弾の固有の空力特性から目標周辺への誤爆は避け難いため、多数の爆弾を一斉に投下することで目標をそれる爆弾を補おうとするものであった。しかし、高高度精密爆撃は特に日本本土爆撃では効果に乏しいと後に判断された。高高度精密爆撃では特定の目標を破壊するため必要な爆撃精度が確保できず多数の爆弾を用い反復して攻撃する必要があったが、迎撃機や高射砲による爆撃機の被害を考慮すると優位な方法とは言い難い側面が存在する。このため結果的に日本本土爆撃作戦は工場を目標とする精密爆撃から都市全体を目標にする焼夷弾による低高度無差別爆撃に切り替えられた。
第二次世界大戦の終わりごろ、ドイツでは何種類かの誘導爆弾が実用化された。爆弾に操縦装置を取りつけ、有線で人間が目標まで誘導する仕組みである。爆撃機から投弾された誘導爆弾の尾部には電灯が取りつけられ、これを目印に爆撃手は望遠鏡式の照準装置によって目標と爆弾の進路のずれを補正して誘導した。ドイツの誘導爆弾のうちフリッツXと呼ばれた大型の徹甲爆弾は、連合軍に降伏したイタリア海軍の戦艦「ローマ」を一発で撃沈する戦果を上げている。飛翔速度が遅い爆弾や目標の機動が遅い対戦車ミサイルなどではその後も人力誘導が使用されたが、対空ミサイルなど高速で起動する目標には対処しきれないため無線による自動誘導が開発され、多くのミサイルに採用されている。
現代のミサイルや誘導爆弾では自動誘導が多く採用され、また、航空機の多くが外部センサーによって環境の状態を把握し、最良のタイミングで投弾するように自動的に計算する爆撃コンピューターを搭載するまでになっている。そのため目標を外してしまう、すなわち爆撃の失敗を原因とする誤爆は減り、それに伴って誤爆に備えるために使用されていた複数の爆弾による爆撃も行われなくなったことによって、結果的に戦争で使用される爆弾の量そのものが減少してきている。
一方、2010年代になると、アメリカ軍を中心に無人飛行機により攻撃が行われる機会も増えた。その中、2013年12月12日にはイエメンにて、アメリカ軍の無人攻撃機が結婚式へ向かう車列を誤爆する事件が発生。新たな兵器や武器の運搬手段の進化に、照準・誘導装置が後手に回る事例を示した。

### 誤爆の例
第二次世界大戦
- ナイメーヘン爆撃（英語版） -　一般人800人以上が死亡した。オランダは、外交関係がこじれることを理由に抗議しなかったことから国民の不満となった。
- ベザイデンホウト爆撃（英語版） - V-2ロケット発射地点を攻撃しようとしていたが、計器の設定ミスと深い雲と霧によって、500ヤード離れた住宅街に投下された。20,000人以上が家を失い、500人以上死亡した。

その他
- 通州事件
- アメリカ合衆国による在ベオグラード中国大使館爆撃
- 自衛隊武器補給処前誤爆事件
- 横須賀緑荘誤爆事件

### 観測装置の進化
一方、観測装置の発達は照準・誘導装置のそれよりはゆっくりとしており、現代の誤爆の主要な要因は目標の誤認となっている。すなわち爆撃には成功しているものの爆撃した目標が本来の攻撃目標では無かった場合である。近年の戦争では国内外の圧力によって味方兵員や中立国、敵国非戦闘員の犠牲が次第に許されなくなってきているため、誤爆は戦争犯罪と指弾される。
NATOのコソボ紛争介入における爆撃の際に発生した中華人民共和国大使館誤爆事件やアメリカによるイラク戦争での民間施設への誤爆、2015年にアフガニスタンで発生したクンドゥーズ病院爆撃事件などは「戦時国際法違反」として、発生するたびに問題としてニュースに取り上げられた。
イラクやアフガニスタンでの戦闘では、ゲリラ側が誤爆を逆手に取って、民間人居住区や施設から攻撃する「人間の盾」戦法を駆使し、国際世論を気にするアメリカ軍や多国籍軍を手こずらせている。そのため、重要な作戦では誤爆のリスクを承知で攻撃を許可する場合もある。
たとえばアメリカ軍では、重要目標1人の殺害において民間人29人までの犠牲が司令官の裁量で許されており、殺害目標も含めて30人以上が犠牲になる場合には、大統領または国防長官の許可が必要となる。イラク戦争においては、サッダーム・フセインを含めた最重要指名手配者殺害のため民間居住区への空爆を50回近く許可した。しかし、結局一人も仕留める事ができなかった上に誤爆により200人近くの民間人が犠牲になったこと、アメリカ合衆国に憎悪や反米感情を抱く者が増えたため、空爆の効果自体疑問視されるようになった。
これらの誤爆の多くは、事前に入手した目標に関する情報の誤りや伝達ミスによるものであり、戦場における情報の伝達は今後の課題とされている。情報マネージメントの改善に対する技術的なアプローチとして、アメリカ合衆国では「ネットワークを中心とする戦争」などが構想されているが、上記のケースを見ても明らかなように、未だ完成した状態にはない。

## ネット用語
インターネット上、特に2ちゃんねるを始めとするスレッドフロート型掲示板においては、上記の意から転じて、削除担当者が削除すべきレスないしはスレッドを誤って異なるレスやスレッドの削除を行ってしまうことを指してこの語が用いられる。
また、レスアンカーの付け間違い、発言ミス、タイピングミス、書くスレッドを間違えるなどの、単純な失敗をした時の報告時や、半ば自虐的に用いることもある。